# Anacleto Jiménez
Anacleto Jiménez Pastor , né le 24 février 1967 à Logroño, est un athlète espagnol, spécialiste des courses de fond.

## Biographie
Vainqueur des Universiades d'été de 1987, il remporte la médaille d'argent du 3 000 mètres lors des Championnats du monde en salle 1995, à Barcelone, devancé par l'Italien Gennaro Di Napoli. En 1996, à Stockholm, Anacleto Jiménez remporte le titre du 3 000 mètres des Championnats d'Europe en salle en devançant dans le temps de 7 min 50 s 06 le Belge Christophe Impens et le Grec Panayotis Papoulias.

### Palmarès
| Date | Compétition                    | Lieu      | Résultat | Épreuve |
| ---- | ------------------------------ | --------- | -------- | ------- |
| 1987 | Universiade                    | Zagreb    | 1er      | 5 000 m |
| 1994 | Championnats d'Europe          | Helsinki  | 8e       | 5 000 m |
| 1995 | Championnats du monde en salle | Barcelone | 2e       | 3 000 m |
| 1996 | Championnats d'Europe en salle | Stockholm | 1er      | 3 000 m |
| 1997 | Championnats du monde en salle | Paris     | 9e       | 3 000 m |

### Records
| Épreuve  | Performance    | Lieu      | Date           |
| -------- | -------------- | --------- | -------------- |
| 3 000 m  | 7 min 35 s 83  | Oslo      | 9 juillet 1998 |
| 5 000 m  | 13 min 08 s 30 | Rome      | 5 juin 1997    |
| 10 000 m | 28 min 27 s 98 | Barakaldo | 10 avril 1999  |